# Roubanina
Roubanina (in tedesco Raubanin) è un comune della Repubblica Ceca facente parte del distretto di Blansko, in Moravia Meridionale.